# Hoorebekia uniflora
Hoorebekia uniflora là một loài thực vật có hoa trong họ Cúc. Loài này được (Hook.) M.E.Jones mô tả khoa học đầu tiên năm 1910.